# Самойлов, Григорий Иванович
Григорий Иванович Самойлов (8 сентября 1904, Таганрог — 15 октября 1989, Белград) — архитектор и художник русской эмиграции, живший и творивший на территории Королевства Югославии. Работал в направлениях академизма, сербско-византийского стиля, модернизма и ар-деко. Отличился мастерством в проектировании зданий (от монументальных общественных до частных домов) и росписью внутреннего убранства. По его руководством построена часовня Иоанна Савича на Новом кладбище Белграда, расписан иконостас и стены Церкви Святой Троицы (ныне Храм Христа Спасителя в Баня-Луке), церковь Святого Архангела Гавриила на Топчидерском кладбище (1939), заводы и виллы семьи Теокаровичей, Церковь Рождества Святого Иоанна в Вучье, Дворец пенсионного фонда Национального банка Королевства Югославии (1938) на площади Теразие и Технологический факультет.

## Биография
Родился 8 сентября 1904 года в Тангароге, на побережье Азовского моря в зажиточной семье донских казаков. Окончил среднюю школу живописи под руководством художницы Серафимы Блонской, поступил в гимназию. В конце Гражданской войны в 1921 году в 17-летнем возрасте эмигрировал вместе с отцом в Королевство Югославии. Осиротев, продолжил образование в Донском кадетском корпусе в Билече, затем поступил на архитектурное отделение Технического факультета и окончил его в 1930 году. В качестве выпускной работы представил проект «Югославского пантеона» в неовизантийском стиле, задуманный как национальный памятник южных славян. Хотя проект не задумывался как христианский храм, в его интерьере предусматривался иконостас. На ежегодной выставке среди 40 проектов работа Г. И. Самойлова была признана одной из лучших.
Среди первых выполненных работ с элементами неовизантийской архитектуры — конкурсный проект Железнодорожного вокзала в Скопье (1931).

### Период между войнами
Сначала служил сотрудником архитектора Милутина Борисавлевича, позже стал доцентом при профессоре Александре Дерока по дисциплине Византийская архитектура. Параллельно Г. И. Самойлов сотрудничал с признанным архитектором и представителем французского академизма Александром Джорджевичем, с которым воплотил несколько крупных проектов (например, Белградская фондовая биржа и Белый дворец). Архитекторы сдружились так, что Джорджевич был кумом на свадьбе Самойлова и Данице Люич.
Выдержав государственный экзамен в 1933 году, Самойлов приобрёл лицензию на работу. Первым выполненным самостоятельно проектом стало здание в стиле модерни на углу улиц Скендербегове и Доситейеве, а одним из лучших — вилла на Пушкиновой улице (тогда улица Гледстонова) в Сеньяке (тогда дом Любицы Раденкович, ныне — одна из резиденций посольства США). Вилла сочетает средневековые, сербско-византийские, романские элементы и принесла архитектору премию города Белграда в номинации лучшее архитектурное решение.
В середине 1936 года Самойлов решил принять участие в конкурсе на лучшее оформление иконостаса в храме Святой Троицы в Бане-Луки. В сентябре того же года ему присудили первый приз и помимо иконостаса дали иные оформительные задачи. Работы окончились в 1939 году, и Собор был освящён.

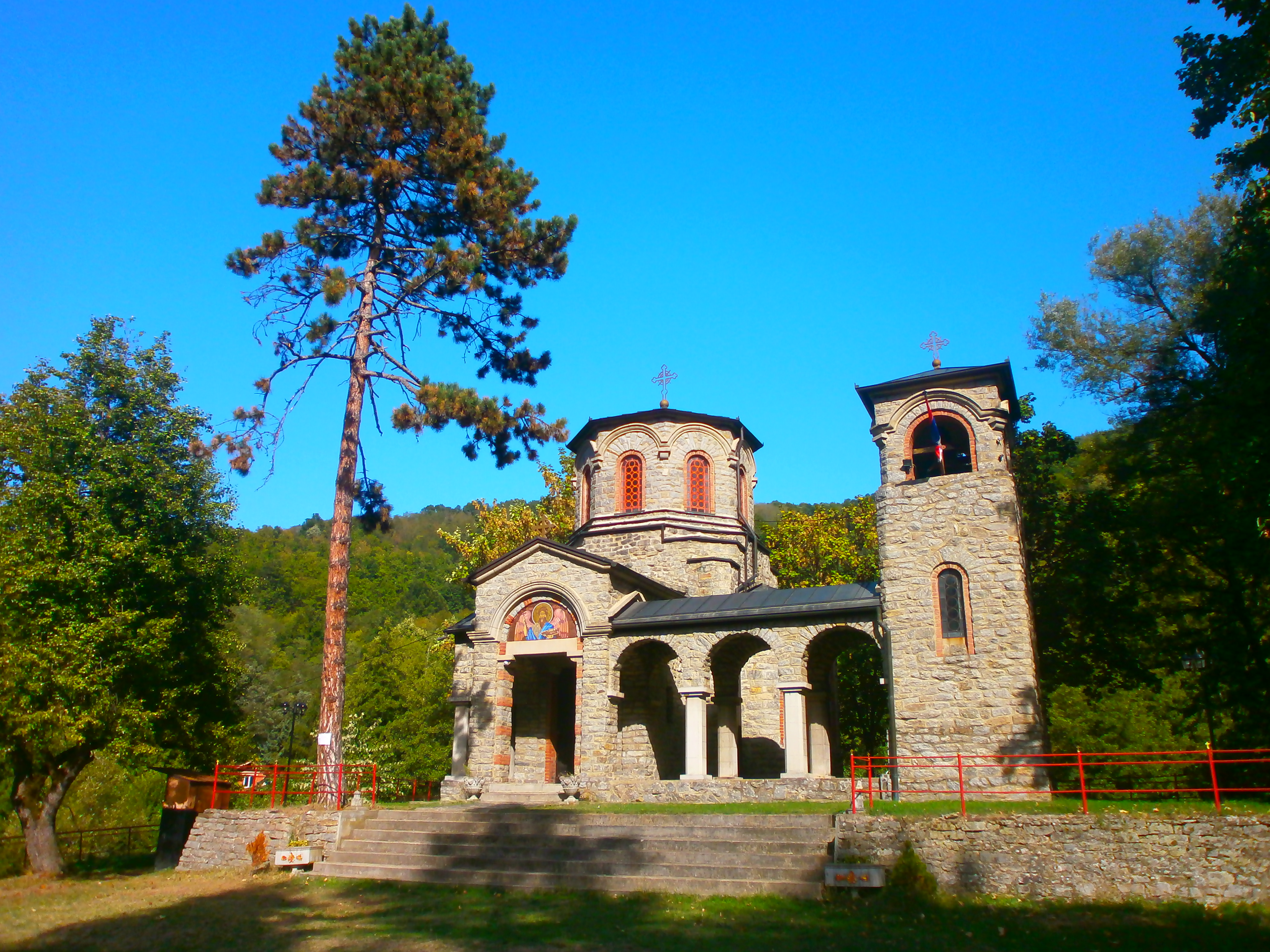
Церковь Рождества Иоанна Предтечи (Вучье)

За километр от Вучье, на реке Вучьянке в прошлом стояла средневековая церковь в честь Николая Скобальича, разрушенная турками. По желанию местных жителей и предпринимателя Теокаревича Самойлов спроектировал церковь Рождества Святого Иоанна Предтечи (1935—1936). Церковь построена в 1938 году и представляет собой значимый, оригинальный пример современного сербского церковного строительства. При освещении присутствовали около 20 тысяч человек, министр юстиции и посланник Вардарской бановины. В Лесковаце Самойлов оформил дом предпринимателя Воеводича — одна из его наиболее важных работ за пределами Белграда.
Церковь Святого Архангела Гавриила на улице Хумской построена по заказу народного депутата Милана С. Вукивеча в память жертв Балканских войн и Первой мировой войны. Этот современный храм вобрал в себя наследие средневековых Сербии и России, оставшись самобытным.
Отличительной работой этого периода Самойлова является Дворец бывшего пенсионного фонда Народного банка на углу Площади Николы Пашича и Теразие, более известный как Дворец кино «Белград», разработанный в 1938 году и построенный в 1938—1941 годах. Здание сочетает новые и традиционные формы, а его монументальность скрашена оформлением фасада в двух стилях: академизм и модернизм. Самойлов за здание кинотеатра получил много хвалебных отзывов. Последней работой Самойлова стала перестройка кинотеатра на Теразие. Этот памятник культуры имеет значительную архитектурную и культурно-историческую ценность.
Одна из его малоизвестных работ 1940 года — 12-этажный небоскрёб «Дворец Теокаревича» (предшественник Београджанки) — уничтожена во время бомбардировки Белграда в 1941 году.

### Вторая мировая война
Во время Второй мировой войны, Самойлов, как офицер Королевства Югославии, у Сребренице попал в немецкий плен, где провёл четыре года. Сначала находился в лагере Бад Сулци, а после перелома ноги переведён в концлагерь Сталаг IX-C в Бухенвалде. В 1943 году в одном из бараков, переоборудованном под часовню, выполнил часть работ по росписи и резьбе Помогали ему логораши, которые одрицали пакетов и пайки в обмен на инструмент, который изготавливается из стальных отходов и лошадиных подкова. На иконостасе он изобразил Савву I Сербского и Христа, чьи связанные руки были также и разделены, символизируя стремление человека к свободе. После войны, в 1945 году иконостас перевезли в часовню Учительской школы «Королевы Натальи», а позже — в Патриархат. В 1953 году иконостас перевезён в Храм Рождества Святого Иоанна Крестителя на Центральном кладбище. Хотя иконостас не имеет большую художественную ценность, за свою истории находится под защитой государства и Юнеско.

### После войны

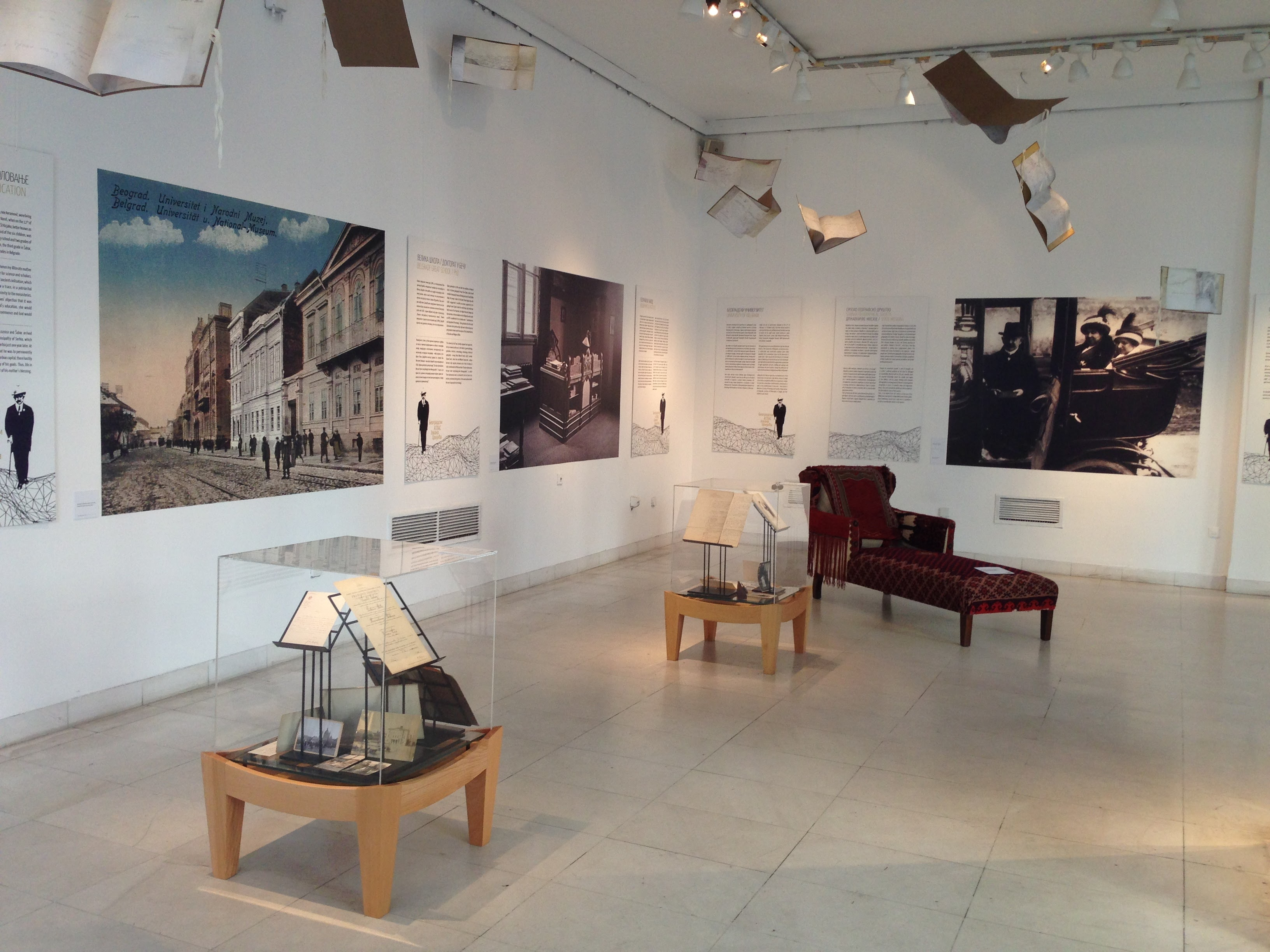
Оформленная Самойловым галерея (1967) в Сербской академии наук и искусств

Г. И. Самойлов вернулся из плена в Белград, где стал профессором и преподавал основы графики и живописи.
Освободив Белград, советская армия заняла помещения бывшего Русского дома имени императора Николая II и превратила его в Дом советской культуры. В главном зале установили массивный герб СССР, обрамлённый флагами стран-победительниц, в исполнении Григория Самойлова. Также он разработал интерьер зала заседаний совета министров Социалистической Федеративной Республики Югославии (1947) в стиле академизма.
В 1946—1947 годы Самойлов исполнял заказ Министерства почты, участвовавшего в конкурсе на лучшее здание почты. Так появилось здания почты в Охриде (1946), Новом Саду (1947) и Почты II в Скопье.
Самойлову в 1950 году поручили внутреннюю реконструкцию пострадавшей в войне Сербской академии наук и искусств. В 1967 году появилась галерея академии. Самойлов также занимался перепланировкой старого здания генерального штаба на улице Князя Милоша (1951), зала и холла в доме ЈНА в Ниш (1953).
Самойлов выиграл конкурс 1953 года на оформления Ордена военного флага.
Одним из значительных проектов в послевоенной период был Механический факультет в Белграде (1955). Решение планировки создаёт впечатление, будто лестница в холле парит над колоннами. Здание Югобанка на улице Короля Петра (прежде улица 7 июля) построено в 1960 году и стало первым стеклянным сооружением в Белграде на фоне фасадов XIX века.
Г. И. Самойлов принимал участие в реконструкции отеля Москва, для которого расписал витражи по мотивам русских сказок, рассказов о путешествиях, кораблях, нимфах, с цветами, русской церковью, Москвой и Кремлём. Также выложил мозаики на этажах, изобразив образы России и Москвы, русских эмигрантов в Сербии.
За 60 лет Самойлов выполнил около 180 проектов и отошёл от дел в 1974 году.
Г. И. Самойлов скончался в 1989 году в Белграде; похоронен на русском кладбище в пределах Нового кладбища в Белграде.

### Награды
- Орден Святого Саввы V степени за архитектурное решение Церкви Рождества Иоанна Предтечи (Вучье)[26].